# Danh sách chương trình phát sóng của Đài Tiếng nói Việt Nam
Dưới đây là danh sách các chương trình phát thanh, truyền hình đã và đang được phát sóng của Đài Tiếng nói Việt Nam, được chia theo kênh và trạng thái phát sóng. Danh sách này không bao gồm chương trình của các kênh cũ, đã ngừng phát sóng và chương trình của các kênh khu vực của VOV. Mỗi chương trình được liệt kê một lần duy nhất trên một kênh, với ngoại lệ là chương trình phát song song trên nhiều kênh.

## Hệ phát thanh

### VOV1
- Thời sự (6h, 12h, 18h, 21h30)
- Theo dòng thời sự (7h, 16h)
  - Trước giờ mở cửa
  - Các vấn đề quốc tế
  - Ca nhạc theo yêu cầu (Phát song song với VOV3)
- Âm nhạc với cuộc sống (VOV3)
- Bác Hồ với chiến sỹ
  - Studio mở
  - Câu chuyện thời sự
  - Dòng chảy sự kiện
  - Hành tinh chuyển động
  - Chat với người nổi tiếng
  - Thế giới đa chiều
  - Thanh âm ký sự
  - Đảng trong cuộc sống
  - Nhìn thẳng - Nói đúng
  - Cuộc sống 365
- Bản tin đầu ngày (5h10,9h10,15h,19h,23h10)
- Chân dung cuộc sống
- Quân đội nhân dân
  - Văn nghệ quân đội
  - Bản tin quân đội đọc chậm
- Vì an ninh Tổ quốc
  - Kể chuyện cảnh giác
- Thế giới với Việt Nam
- Hồ sơ sự kiện quốc tế
- Quốc hội với cử tri
- Chính phủ với người dân
- Mùa vàng
- Dòng chảy kinh tế
- Diễn đàn kinh tế
- Pháp luật và đời sống
- Chuyên gia của bạn
- Tâm tình biên giới và hải đảo
- Thức cùng VOV (tiền thân là Thức cùng sự kiện)
  - Chuyện đêm
  - Nhìn ra thế giới
  - Sức khỏe là vàng
  - Nếp nhà
  - Góc Việt
  - Quà tặng VOV1
  - Trang sách của bạn
- Ngôi nhà ASEAN (VOV5)
- Chương trình dành cho đồng bào xa tổ quốc (VOV5)
- Câu chuyện quốc tế
- Đời sống tôn giáo (VOV4)
- Đảng trong cuộc sống hôm nay
- Ươm mầm khởi nghiệp
- Câu chuyện QT
- Tạp chí VH-NT quân đội
- 360 độ sức khỏe
- Alo VOV1 + Alo VOV1 cuối tuần
- Bản tin Thời sự VH-XH quốc tế
- Kết nối công nghệ
- Khởi nghiệp
- Bản tin thể thao+Diễn đàn chủ nhật
- Không gian văn học nghệ thuật
- Thể thao cuối tuần (VOV2)

### VOV2
- 30 phút cùng VOV2
- Khách đến chơi nhà
- Tìm trong kho báu
- Diễn đàn VOV2
- Mỗi tuần một nhân vật
- Câu chuyện văn hóa
- Thực khách thông thái
- Chuyến đi kỳ thú
- Đàn bà 30+
- Sống an toàn
- Bạn hãy nói với chúng tôi
- Cầm tay chỉ luật
- Pháp luật và xã hội
- Thông tin về những người con hy sinh vì Tổ quốc
- Tiếng thơ
- Giữ gìn sự trong sáng của Tiếng Việt
- Chuyện giáo dục
- Hướng dẫn học tiếng nước ngoài
  - Dạy Tiếng Anh
  - Dạy Tiếng Pháp
  - Dạy Tiếng Trung
  - Dạy Tiếng Nhật
- Hành trình nghề nghiệp
- Cùng bạn sống khỏe
- Sức khỏe cộng đồng
- Chuyện thầm kín
- Eva làm mẹ
- Gia đình Việt
- Tường thuật thể thao, bình luận thể thao
- Thể thao cuối tuần
- Khỏe & đẹp
- Chuyển động sân cỏ
- Gương mặt thể thao
- Điểm nhấn thể thao
- Thể thao & cuộc sống
- VOV2 sóng mở
- VOV2 Nghe báo

### VOV3
- Bài ca đi cùng năm tháng
- VOV3 show
- Một thế giới màu xanh
- Today's playlist
- Giai điệu Á Châu
- 8 Showbiz
- Phượt FM
- Ca nhạc theo yêu cầu
- Quà tặng âm nhạc
- Hoà âm Việt
- Tâm hồn Việt
- Ơn nghĩa sinh thành
- Giao hưởng thính phòng
- Tình khúc thế kỷ
- Chân dung nghệ sĩ á châu
- Ca nhạc thiếu nhi
- Đối thoại dân ca
- Khách mời M Studio
- Thông tin âm nhạc quốc tế
- Tác phẩm mới
- Cover Hits
- Hát lên Việt Nam
- Nhật ký thứ 7
- Âm nhạc dành cho phái đẹp
- Nhịp sóng
- Trang âm nhạc Truyền thanh

### VOV4
- Kết nối 54
- Dân tộc và phát triển
- Tìm hiểu các dân tộc Việt Nam
- Chương trình phát thanh tiếng dân tộc (H'Mông, Dao, Thái, Bahnar, Ê Đê, Jarai, K'Ho, Raglai, Xơ Đăng, Cơ Tu, Chăm, Khmer)
- Thời sự VOV1 (6h & 18h)
- Ca nhạc dân tộc
- Tư vấn kiến thức tiếng Việt
- Tiếp sóng VOV1, VOV2, VOV3 (Ở một số khu vực)

### VOV5
- Tiếng Anh
  - News & Current Affairs
  - Culture & Sports
  - Letter Box
  - People
  - Business
  - Discovery Vietnam
  - Colourful Vietnam - Vietnam's 54 Ethnic Groups
  - Saturday Report
  - Sunday Show
  - Rural Vietnam
  - Weekly Review
  - Economic Program
- Tiếng Việt/Chương trình phát thanh dành cho đồng bào Việt Nam ở xa Tổ quốc
  - Tin tức, thời sự chính trị
  - Sắc màu các dân tộc Việt Nam
  - Phóng sự
  - Câu chuyện với người xa quê
  - Khách mời trong tuần
  - Hương vị quê nhà
  - Giai điệu quê hương
  - Dạy Tiếng Việt
- Tiếng Trung
  - 新闻
  - 国际时事谈话或时事论坛
  - 越南54个民族
  - 越南社会生活
  - 越南经济
  - 探索越南
  - 越南人物
  - 乡村故事
  - 听友信箱
  - 周末音乐
- Tiếng Pháp
  - Le Journal
  - Chronique du jour
  - Rencontre du lundi
  - Découverte du Vietnam
  - Vie sociale
  - Culture vietnamienne
  - Figure vietnamienne
  - Courrier des auditeurs
  - La vie dans nos campagne
  - Où sortir le week-end?
  - Retour sur un événement majeur de la semaine au Vietnam
  - Francophonie
  - Chronique
  - Magazine culture
  - Le Vietnam au quotidien
  - Économie vietnamienne
  - Retour sur un événement majeur de la semaine passée dans le monde
  - Reportage du CIRTEF
  - Rendez-vous des francofestifs
- Tiếng Đức
  - Nachrichten
  - Politische Aktualität
  - Gesellschaftliches Leben
  - Kulturen der 54 Völker Vietnams
  - Sport und Kultur
  - Musikjournal
  - Vietnam entdecken
  - Briefkastensendung
- Tiếng Indonesia
  - Berita
  - Ekonomi
  - Rumah ASEAN
  - Warna-warni
  - Potret Manusia Vietnam
  - Kebudayaan Vietnam atau
  - Lagu-Lagu Vietnam
  - Reportase hari Sabtu
  - Laporan dalam
- Tiếng Nhật
  - 総合ニュース
  - 国際フォーカス
  - 解説
  - 音楽散歩道
  - ベトナム ディスカバリ
  - リスナーと共に
  - 経済フォーカス
  - リクエスト
  - ハノイ便り
  - 文化･社会ニュース
  - ベトナム紹介
- Tiếng Khmer (Campuchia)
  - សំបុត្រមិត្តអ្នកស្ដាប់
  - ព័ត៌មាន
  - ព្រឹត្តិការណ៏នយោបាយ
  - ព្រឹត្តិការណ៏អន្តរជាតិ
  - ដំបូល ASEAN
  - ពណ៌របស់ជនជាតិទាំង៥៤នៅប្រទេសវៀតណាម
  - សរុបពត័មានលេចធ្លោនៅប្រទេសវៀតណាមដែល កំពុងប្រព្រឹត្តទៅនៅក្រុង ក្នុងសប្ដាហ៍កន្លងទៅ
  - វប្បធម៏វៀតណាម
- Tiếng Hàn
  - 종합뉴스
  - 한국어를 재미있게 배우자
  - 초점
  - 소프라노 김윤지와 함께 하는 음악여행
  - 문화사회 뉴스코너
  - 경제 초점
  - 오늘날의 베트남 사람
  - 주말의 이야기
- Tiếng Lào
  - ລາຍການຂ່າວ ຫວຽດນາມ - ສາກົນ
  - ສະຖານະການການເມືອງ
  - ລາຍການ ວັດທະນະທຳ
  - ລາຍການ ເສດຖະກິດ
  - ລາຍການ ຜູ້ຟັງກັບພາກພາສາລາວ
  - ລາຍການ ຊີວິດສັງຄົມ ຫວຽດນາມ, ອາຫານຫວຽດນາມ
  - ລາຍການ ປະເທດຊາດ ແລະ ຊາວ ຫວຽດນາມ
  - ສາລະຄະດີ
  - ລາຍການ ເລື່ອງລາວເຂດບ້ານນາ
- Tiếng Nga
  - Вести Голос Вьетнама (Информационный выпуск)
  - Комментарий
  - Рубрика
  - Страница «Культура и спорт»
  - Обзор событий в мире за неделю
- Tiếng Tây Ban Nha
  - Noticiero Voz de Vietnam
  - Enfoque de actualidad
  - Mundo Hispanoamericano
  - 54 nacionalidades vietnamitas y sus colores culturales
  - Figura vietnamita
  - Cultura y Sociedad
  - La vida en el campo
  - Reportaje sabatino
  - Música
  - Destino: Vietnam
- Tiếng Thái Lan
  - บทวิเคราะห์
  - สารคดี
  - เพลง
  - รายการเศรษฐกิจเวียดนาม
  - ประมวลข่าวเด่นภายในประเทศในรอบสัปดาห์ รายการตอบจดหมาย
  - ภาคข่าว
  - ข่าวเด่นกีฬา -วัฒนธรรม

### VOV6 (Hiện đang phát chung với VOV2)
- Tìm hiểu nghệ thuật sân khấu
- Xin chờ hồi kết
- Kể chuyện cổ tích và hát ru cho bé
- Văn nghệ thiếu nhi
- Kịch truyền thanh
- Đọc truyện đêm khuya
- Tiếng thơ
- Đọc truyện dài kỳ

### Ban VOV Giao thông Quốc gia (FM 91 MHz khu vực Hà Nội)
- Giờ cao điểm (Trực tiếp)
- FM Sức khỏe
- Giai điệu cảm xúc
- Thiên lý hữu tình
- Đời sống thị thành
- FM 91 Buổi chiều
- Bản tin 91
- Đường tin 91
- Hoài niệm những bài ca (Nhập sóng TP.HCM)
- Music box (Chiếc hộp âm nhạc)
- Giảm tốc lên đèn
- Đường khuya 91 (Nhập sóng Hà Nội, TP.HCM)
- FM Bất động sản
- Trên mọi nẻo đường
- Ca nhạc đầu ngày (Nhạc Việt Nam & quốc tế)
- Đường tình ca
- Đại lộ giải trí (12:30 Thứ 4, 7)
- Đường vui
- Thế giới giao thông
- Xe & công nghệ
- Đường dây nóng kênh VOVGT
- Nhạc không lời
- 1 giờ đường dây nóng
- Diễn đàn 91
- Sự việc & góc nhìn
- Ca nhạc theo yêu cầu
- Ca nhạc quốc tế
- Thành phố bình minh
- Đồng hành cùng xe buýt Thủ đô
- Hồ sơ 114
- Nhà ga 91

### Ban VOV Giao thông Quốc gia (FM 91 MHz khu vực Thành phố Hồ Chí Minh)
- Giờ cao điểm (Trực tiếp)
- FM Sức khỏe
- Đường dây nóng kênh VOVGT
- Giải đáp pháp luật
- Đường tình ca
- Đường tin 91
- FM 91 Buổi chiều
- Đời sống thị thành
- Ca nhạc đầu ngày
- Thiên lý hữu tình
- Trên mọi nẻo đường
- Giảm tốc lên đèn
- FM bất động sản
- Đường vui
- Thế giới giao thông
- Xe & công nghệ
- Diễn đàn 91
- 1h đường dây nóng (Nhập sóng Hà Nội)
- Sự việc & góc nhìn
- Music box
- Hoài niệm những bài ca
- Đường khuya 91
- Ca nhạc theo yêu cầu
- Nhạc không lời
- Giai điệu cảm xúc
- Thành phố bình minh
- Nhà ga 91

### VOV Giao thông Mekong FM 90 MHz
- Giai điệu phương Nam
- Quà tặng âm nhạc chiều (Trực tiếp 15:15 - 16:30 hàng ngày)
- Hương lúa trong đêm (Trực tiếp 19:00 - 20:00 Thứ 2 - Thứ 6)
- 90 độ FM (14:45 - 15:15 hàng ngày)
- Giờ cao điểm (Trực tiếp)
  - Bình minh châu thổ
  - Đứng bóng mặt trời
  - Đường về hoàng hôn
- Một số chương trình hòa sóng kênh VOVGT TP.HCM
  - Ca nhạc đầu ngày
  - FM sức khỏe
  - Đường tin 91
  - Bản tin 91
  - Quà tặng âm nhạc trưa
  - Trên mọi nẻo đường
  - Đại lộ giải trí
  - Giảm tốc lên đèn
  - Hoài niệm những bài ca
  - Music box
  - Ca nhạc theo yêu cầu
  - Đường khuya 91
  - Thành phố bình minh
  - Nhà ga 91
  - Nhạc không lời

### VOV Tiếng Anh 24/7
- News & Current Affairs
- Music Corner
- British Council's English Teaching Programmes
- Culture Rendezvous
- What's On?
- That's Life!
- Village Life
- Saturday Report
- Sunday Show
- Lunch Show 24/7
- Doctor At Home
- Colourful Vietnam - Vietnam’s 54 Ethnic Groups
- Discovery Vietnam
- The Economy Programme
- Food Delight
- Learning Vietnamese
- Festival Features
- The Culture Programme
- The Sports Programme

## Kênh truyền hình (VOV TV) (2008 - 14/1/2025)
- Bản tin văn hóa du lịch
- Phim truyện
- Dậy đi
- Nhịp sống thường ngày
- Sắc màu cuộc sống
- Thể dục buổi sáng
- Xe và giao thông
- Mình ơi, ăn gì?
- Sách và cuộc sống
- Về chốn linh thiêng
- Bình luận bóng đá (Cùng phát với VTC1)

## Khác

### Các chương trình đặc biệt chào đón Tết Nguyên đán
- Tết Ất Mùi 2015: Vững một niềm tin
- Tết Bính Thân 2016: Tin ở mùa xuân
- Tết Đinh Dậu 2017: Chí ta đã quyết, lòng ta đã đồng
- Tết Mậu Tuất 2018: Vận nước đang lên - Lòng dân hội tụ
- Tết Kỷ Hợi 2019: Hào khí Lạc Hồng - Khơi nguồn cảm hứng
- Tết Canh Tý 2020: Đảng đã cho ta cả một mùa xuân

### Các chương trình đặc biệt nhân kỷ niệm những sự kiện trọng đại của đất nước
- 60 năm Chiến thắng Điện Biên Phủ (2014)
- 60 năm Giải phóng Thủ đô: Để Hà Nội xứng đáng là Thủ đô ta (2014)
- 69 năm Quốc khánh Việt Nam: Dáng hình Tổ quốc Việt Nam (2014)
- 45 năm thực hiện Di chúc Hồ Chủ tịch: Di chúc Chủ tịch Hồ Chí Minh - Di chúc vì con người, về con người (2014)
- 70 năm thành lập Quân đội Nhân dân Việt Nam: Quân đội Anh hùng của Dân tộc Anh hùng (2014)
- 40 năm Thống nhất đất nước: Từ Mùa Xuân đại thắng 1975 đến những mùa Xuân đại thắng trong hòa bình (2015)
- 70 năm Cách mạng tháng Tám thành công & Quốc khánh Việt Nam: Độc lập ngàn năm vững âu vàng (2015)
- 70 năm Đài Tiếng nói Việt Nam: Tiếng nói Việt Nam - Tiếng của non sông (2015)
- 100 năm Cách mạng tháng Mười Nga: Niềm tin tháng Mười (2017)
- 45 năm Hà Nội - Điện Biên Phủ trên không (2017)
- 50 năm thực hiện Di chúc Hồ Chủ tịch: Muôn vàn tình thương yêu (2019)